# Manuel Turizo
Manuel Turizo Zapata, född 12 april 2000 i Montería, Colombia, mer känd under sitt scennamn Manuel Turizo, är en colombiansk sångare. Han är känd för låten "Una Lady como tú", med vilken han lyckades bli känd och inleda karriär i Latinamerika.